# Holbergsgade
Holbergsgade er en gade i Indre By i København, der går fra Holmens Kanal til Nyhavn. Gaden er opkaldt efter forfatteren og professoren Ludvig Holberg (1684-1754). Gaden fungerer som en hovedgade gennem kvarteret Gammelholm. Den er forbundet med Nyhavnsbroen, der giver videre forbindelse til Toldbodgade og Frederiksstaden. Gaden er overvejende bebygget med etageejendomme med en del forretninger, men der er også et par offentlige myndigheder og institutioner.

## Historie
Gammelholm var indtil 1859 en del af Orlogsværftet men blev derefter bebygget med overvejende etageejendomme i løbet af 1860'erne og 1870'erne. I den forbindelse blev der anlagt ni nye gader, der primært blev opkaldt efter søhelte og teaterpersoner. En af dem var Holbergsgade, der blev opkaldt efter forfatteren og professoren Ludvig Holberg (1684-1754) i 1864. Han huskes især for sine komedier så som Den politiske kandestøber, Jean de France og Jeppe på Bjerget. Valget af navnet skyldes, at gaden ligger i nærheden af Det Kongelige Teater på Kongens Nytorv. Der blev efterfølgende opsat en statue af ham af Theobald Stein foran teatret i 1875.
En enkelt institution, Den kongelige Mønt, fik lov at blive på Gammelholm, da området blev omdannet. Den var blevet oprettet i 1749, og året efter flyttede den ind i Charlottenborgs gamle staldbygning, omtrent ved den nuværende Holbergsgade. I 1873 blev den erstattet af den nuværende bygning på hjørnet af Herluf Trolles Gade og Holbergsgade, der blev opført efter tegninger af Ferdinand Meldahl og Ludvig Fenger. Bygningen, der oprindeligt var i to etager, blev imidlertid for lille, så i 1923 flyttede Den kongelige Mønt til Amager Boulevard. I stedet blev bygningen overtaget af postvæsenet og benyttet som posthus. I den forbindelse blev den forhøjet med en tredje etage og kviste af Thorvald Jørgensen i 1926. Bygninger huser nu VIVE – Det Nationale Forsknings- og Analysecenter for Velfærd.
På hjørnet af Holmens Kanal og Holbergsgade lå en pavillon fra værftets tid, der blev ombygget til brug for Studenterforeningen af J.D. Herholdt i 1864. Her var der samvær, foredrag, revyer og fester. Foreningen flyttede til en ny bygning på hjørnet af H.C. Andersens Boulevard og Studiestræde i 1910. I stedet opførtes et nyt hovedsæde for forsikringsselskabet Hafnia efter tegninger af Ulrik Plesner i 1910-1912. Bygningen er præget af barok, formentlig en reaktion mod den stuk, der ellers præger kvarteret. I 1939 blev den udvidet med en yderligere bygning på hjørnet af Holbergsgade og Tordenskjoldsgade efter tegninger af Wilhelm Odland. Den nye bygning er beklædt med granit i kælder- og stueetagen men er i øvrigt holdt i røde mursten. Det mest bemærkelsesværdige er dog tårnet på hjørnet. Hele komplekset benyttes nu af Forsvarsministeriet og Værnsfælles Forsvarskommando.
Resten af Gammelholm blev tæt bebygget fra starten. Gaderne så godt nok pæne ud med mange dekorerede facader, men i gårdene bag dem blev der bygget mange baghuse, sidehuse, skure og værksteder. Efter den tabte 2. Slesvigske Krig i 1864 havde staten brug for penge, og pladsen skulle derfor udnyttes. Først et århundrede senere begyndte man at sanere. En af de første steder var karreen Herluf Trolles Gade / Holbergsgade / Nyhavn / Havnegade, hvor 12-14 baghuse blev revet ned i 1967-1969. I stedet blev der anlagt et fælles gårdanlæg med et garageanlæg nedenunder.

## Bygninger
På hjørnet af Holbergsgade og Niels Juels Gade opførtes Hotel l'Europe i 1870'erne, men det fik dog ikke nogen lang levetid. I 1905 blev det købt af Østasiatisk Kompagni (ØK) og revet ned. I stedet opførtes en administrationsbygning efter tegninger af Gotfred Tvede i 1907-1908 med senere udvidelse af Harald Gad. Efter ønske fra ØK's grundlægger H.N. Andersen fik bygningen et østerlandsk skær. Bygningen blev udsat for schalburgtage i 1944 og udbrændte totalt. I 1946-1949 blev den genopbygget af Holger Jacobsen i samme stil men med tilføjelse af en ekstra etage. I dag holder dele af Danske Bank til i bygningen.
Holbergsgade 7 blev opført i 1870-1871. Den hvide facade er dekoreret med en række pilastre mellem vinduerne på anden og tredje sal. Hjørneejendommen Holbergsgade 9 / Peder Skams Gade 12 blev opført i 1871 efter tegninger af Johan Schrøder. Kælder og stueetage er med kvaderfugning, mens resten af bygningen er i røde mursten. Hjørneejendommen Holbergsgade 11 / Peder Skrams Gade 11 overfor blev opført i 1877 for grosserer Olivarius og tømrermester F. Hansen. Den er dekoreret med ikke mindre end 44 løvehoveder, der er opsat parvist ved vinduerne på første sal.
Hjørneejendommen Peder Skrams Gade 14 / Holbergsgade 12 er fra 1871. Den er opført i røde mursten med vinduer, der er indrammet af sandsten. Stueetagen er dækket med kvaderfugning i granit, der også omkranser hjørnefaget. Peder Skrams Gade 13 / Holbergsgade 14 overfor blev opført efter tegninger af Vilhelm Klein for manufakturhandler Volmer i 1874. Den er forsynet med balustrader under vinduerne på første sal og et par på tredje sal. Fjerde sal er tilbagetrukket men med en fremstående kvist på hjørnet.
Nr. 13 blev opført af grosserer Olivarius og tømmermester F. Hansen i 1877. Den blåpudsede facade er forsynet med hvide gesimser og vinduesindramninger. Over vinduerne på første sal er der segmentfrontoner med kvindehoveder. Nr. 15 blev opført af murermester N. Hansen i 1877. Her er der relieffer over vinduerne på første sal, og mellem vinduerne på fjerde sal er der vindrueklaser. Nr. 17 er opført af murermester E.V. Hansen i 1878. Her er der balustrader og ranker under vinduerne på anden sal og dyrehoveder mellem vinduerne på fjerde sal.
Nr. 16 på den anden side af gaden blev opført efter tegninger af Vilhelm Klein i 1877 for manufakturhandler Volmer. Bygningen er pompøst udført med balustrader under alle vinduerne og søjlerelieffer omkring nogle af dem. Nr. 20 blev opført i 1876. Her er der to pilastre mellem vinduerne på anden og tredje sal og ranker under vinduerne.
Hjørneejendommen Herluf Trolles Gade 18 / Holbergsgade 19 er asymmetrisk udført, da Holbergsgade knækker her. Den er opført i 1877 for urtekræmmer Lebahn. Der er en del dekorationer på den mørkegrå facade, blandt andet i form af karyatider på første sal. Herluf Trolles Gade 19 / Holbergsgade 26 er opført efter tegninger af Frederik Bøttger i 1873. Stueetagen er med kvaderfugning, men ellers præges facaden af pilastre og lisener mellem alle vinduerne fra første til fjerde sal. Under alle vinduerne på første sal er der desuden opsat balustrader.
Holbergsgade 28 blev opført i 1874 for hattefabrikant Peter Anthon Hansen og traktør Christen Peter Christensen. Kælder, stue og første sal er kvaderpudset og med en sandstensportal i midten. Anden, tredje og fjerde sal er i røde mursten med fire pilastre samt sandstensindrammede vinduer på anden og tredje sal. Hjørneejendommen Holbergsgade 30 / Nyhavn 38 blev opført i 1880 for brændselshandler Larsen. Den er i røde mursten med hvide vinduesindramninger og et lille tårn på hjørnet.
På hjørnet af Holbergsgade men med adressen Nyhavn 24 ligger Hotel Bethel. Det blev oprindeligt opført af Jens Christian Kofoed som Sømandshjemmet Bethel i 1906. Navnet kom fra Bethelskibet i Nyhavn, som foreningen Sømandsstuen havde benyttet som kirkeskib indtil da. Bygningen er i germansk borgerstil med et tårn på hjørnet og skiller sig en del ud fra de omkringliggende bygninger. I 1949 købte Sømandshjemmet Bethel naboejendommen Nyhavn 22 fra 1779, der blev ombygget til hotel for søfolk i 1951-1952. I dag er Hotel Bethel åbent for alle. Fortiden er dog ikke glemt, for i gården ligger Danmarks eneste sømandskirke. Den har til huse i en 200 år gammel tidligere lagerbygning, der blev indviet som kirke i 1952.